# Elisabeth Graf-Riemann
Elisabeth Graf-Riemann (* 29. Juli 1958 in Passau) ist eine deutsche Schriftstellerin, Übersetzerin, Lektorin, Redakteurin und Fachbuchautorin.

## Leben
Elisabeth Graf-Riemann besuchte das Adalbert-Stifter-Gymnasium in Passau. Sie studierte an der LMU in München, Murcia (Spanien) und Coimbra (Portugal) Romanistik (Literaturwissenschaften, Spanisch, Portugiesisch) und Völkerkunde (Schwerpunkt Mesoamerika) und schloss dieses Studium 1984 als Magistra Artium ab. Nach dem Studium arbeitete sie als feste freie Redakteurin bei Kindlers Neuem Literatur Lexikon und schrieb zahlreiche Beiträge zur Literatur Lateinamerikas. Seit 1985 arbeitet sie selbstständig als Lektorin, Autorin und Redakteurin für große deutsche Verlage wie Kindler, dtv, Langenscheidt, Cornelsen, Klett und Hueber. Seit 2005 tritt sie unter dem Namen Lisa Graf-Riemann auch als Schriftstellerin belletristischer Werke in Erscheinung. Die Autorin ist Mitglied im Syndikat (Autorengruppe deutschsprachiger Kriminalliteratur) und bei den Mörderischen Schwestern. Dort war sie 2016 Jury-Mitglied zur Vergabe des Jahresstipendiums und 2016/2017 Mentorin im Mentoringprojekt. Sie lebt im Berchtesgadener Land in Salzburg-Nähe und hat einen Sohn und eine Tochter.

## Werke

### Sachbücher
Autorenname: Elisabeth Graf-Riemann
- Langenscheidt Grammatik Spanisch Bild für Bild – Die visuelle Grammatik, Langenscheidt 2017, ISBN 978-3-46834-802-0.
- Langenscheidt Sprachkurs Spanisch Bild für Bild – Der visuelle Kurs, Langenscheidt 2017, ISBN 978-3-46827-013-0.
- Beste Freunde B1: Deutsch für Jugendliche. Deutsch als Fremdsprache, Hueber Verlag 2016, ISBN 978-3-19231-053-9.
- Beste Freunde A2: Deutsch für Jugendliche.Deutsch als Fremdsprache, Hueber Verlag 2015, ISBN 978-3-19231-052-2.
- Beste Freunde A1: Deutsch für Jugendliche.Deutsch als Fremdsprache, Hueber Verlag 2014, ISBN 978-3-19231-051-5.
- Langenscheidt IQ Spanisch, Langenscheidt 2012
- El curso en vivo B1, Langenscheidt 2013
- El curso en vivo A2, Langenscheidt 2013
- El curso en vivo A1. Langenscheidt 2009
- Gute Noten in Spanisch. Grammatik/Wortschatz. Tandem-Verlag Königswinter 2007
- El Nuevo Curso 3. Langenscheidt 2004
- Praktischer Sprachlehrgang Spanisch, mit 4 CDs. Langenscheidt 2004
- El Nuevo Curso 2, Spanisch-Lehrwerk. Langenscheidt 2003

### Belletristik
Autorenname: Lisa Graf-Riemann

#### Kriminalromane/Thriller
- Steckerlfisch Kriminalroman (gemeinsam mit Ottmar Neuburger).  Emons Verlag, Köln 2016, ISBN 978-3-95451-817-3.
- Madame Merckx trinkt keinen Wein Kriminalroman. Emons Verlag, Köln 2015, ISBN 978-3-95451-567-7.
- Gulasch di cervo. Caccia al tesoro nel cuore della Baviera Kriminalroman (gemeinsam mit Ottmar Neuburger), Emons Italia, Rom 2016, ISBN 978-3-95451-767-1.
- Rehragout Kriminalroman (gemeinsam mit Ottmar Neuburger). Emons Verlag, Köln 2014, ISBN 978-3-95451-261-4.
- Eisprinzessin Kriminalroman. Emons Verlag, Köln 2013, ISBN 978-3-954-51072-6.
- Hirschgulasch Kriminalroman (gemeinsam mit Ottmar Neuburger). Emons Verlag, Köln 2012, ISBN 978-3-897-05960-3.
- Donaugrab Kriminalroman. Emons Verlag, Köln 2011, ISBN 978-3-897-05820-0.
- Eine schöne Leich Kriminalroman. Emons Verlag, Köln 2010, ISBN 978-3-897-05710-4.
- Kill Mr. Bitcoin. Thriller (gemeinsam mit Ottmar Neuburger). Emons Verlag, Köln 2018, ISBN 978-3-740-80385-8.
- Kurschatten-Affäre. Kriminalroman. Servus Verlag, Elsbethen 2021, ISBN 978-3-710-40238-8.
- Die zweite Geige. Kriminalroman. Servus Verlag, Elsbethen 2022, ISBN 978-3-7104-0301-9.

#### Reisebücher
- 111 Orte vom Wilden Kaiser bis zum Dachstein, die man gesehen haben muss Reisebuch (gemeinsam mit Ottmar Neuburger). Emons Verlag, Köln 2017, ISBN 978-3-74080-138-0.
- 111 Orte im Berchtesgadener Land, die man gesehen haben muss Reisebuch (gemeinsam mit Ottmar Neuburger). Emons Verlag, Köln 2012, ISBN 978-3-89-705961-0.
- 111 Orte auf La Palma die man gesehen haben muss Reisebuch (gemeinsam mit Kirsten Lux). Emons Verlag, Köln 2018, ISBN 978-3-74080-345-2.
- Spanien 151: Portrait eines Landes mit vielen Gesichtern in 151 Momentaufnahmen Reisebuch, Conbook Verlag 2012, ISBN 978-3-94317-612-4.
- Fettnäpfchenführer Spanien. Wie man den Stier bei den Hörnern packt, Conbook Verlag 2011

(Quelle:)

#### Kurzgeschichten
- So eine Sehnsucht. In: Ingrid Werner (Hrsg.): Mordsmäßig Münchnerisch: 20 Stadtteilkrimis & Rezepte. Hirschkäfer Verlag, 2017. ISBN 978-3-94083955-8.
- Maria hilf und Rivalinnen. In: Ingrid Werner (Hrsg.): BöfflaMORD: 29 Krimis und Rezepte aus Niederbayern. Wellhöfer Verlag, 2016. ISBN 978-3-95428-192-3.
- Beitrag in der Anthologie Törtchen-Mördchen, Hrsg. Petra Busch, KBV-Verlag, Hillesheim 2015, ISBN 978-3954412600
- Ein Sommer in Swan Hill, in der Anthologie Finsterböses Bayern, Hrsg. Heidi Keller, Allitera Verlag, München 2014, ISBN 978-3-86906-499-4.
- Der Weg alles Irdischen, in der Anthologie Mördchen fürs Örtchen, Hrsg. Petra Busch, KBV-Verlag, Hillesheim 2011
- La Sueca, in der Anthologie Ladykillers, Hrsg. S. Jöst, K. Odenthal. Lerato Verlag, Oschersleben 2006

#### Übersetzungen
- Gustavo Machado: Unter dem Augusthimmel Kriminalroman, aus dem Portugiesischen. ars vivendi Verlag Cadolzburg 2013
- Francisco José Jurado: Benegas Kriminalroman, aus dem Spanischen. ars vivendi Verlag Cadolzburg 2015

#### Dallmayr-Familiensaga
Historische Roman-Trilogie rund um den Feinkostladen Dallmayr.
- Dallmayr. Der Traum vom schönen Leben. Penguin Verlag, München 2021, ISBN 978-3-32860-204-0.
- Dallmayr. Der Glanz einer neuen Ära. Penguin Verlag, München 2022, ISBN 978-3-328-60223-1.
- Dallmayr. Das Erbe einer Dynastie. Penguin Verlag, München 2023, ISBN 978-3-328-60224-8.

#### Lindt & Sprüngli Saga
- Lindt & Sprüngli. Zwei Familien, eine Leidenschaft. Penguin Verlag, München 2024, ISBN 978-3-328-60366-5.